# フリル (服飾)
フリル（英: Frill）は、衣服の裾（すそ）、襟（えり）、袖口（そでぐち）などに施される装飾の一種。

## 概要
幅狭の別布、あるいは共布の縁を、絞ってギャザー（ひだ）を寄せたもの。
別布の場合は薄く柔らかい布地が使われ、レースが使われることもある。
類義語にラッフル (英: Ruffle) 、フラウンス (英: Flounce) がある。フラウンスは幅が広めのものを言う。
主に子供服や婦人服に使われるが、かつては男性用シャツの胸飾りなどにも使われた。
フリル（ラッフル）から発展した装飾に、襞襟（ラフ、英: Ruff）がある。

## ギャラリー

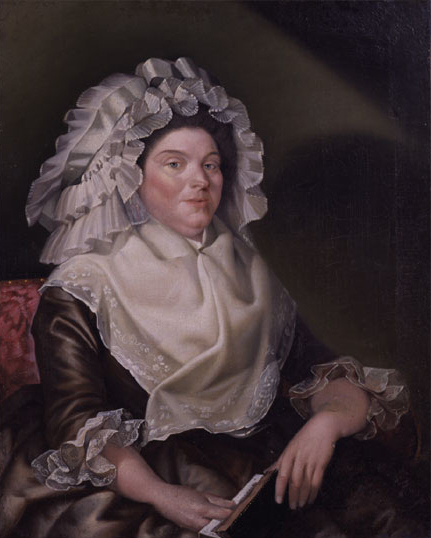
1789年の肖像画
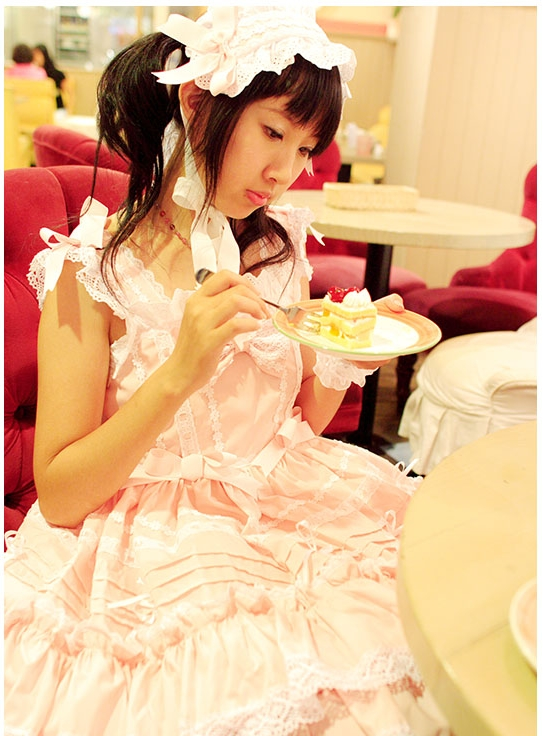
ロリータファッション
ゴスロリ
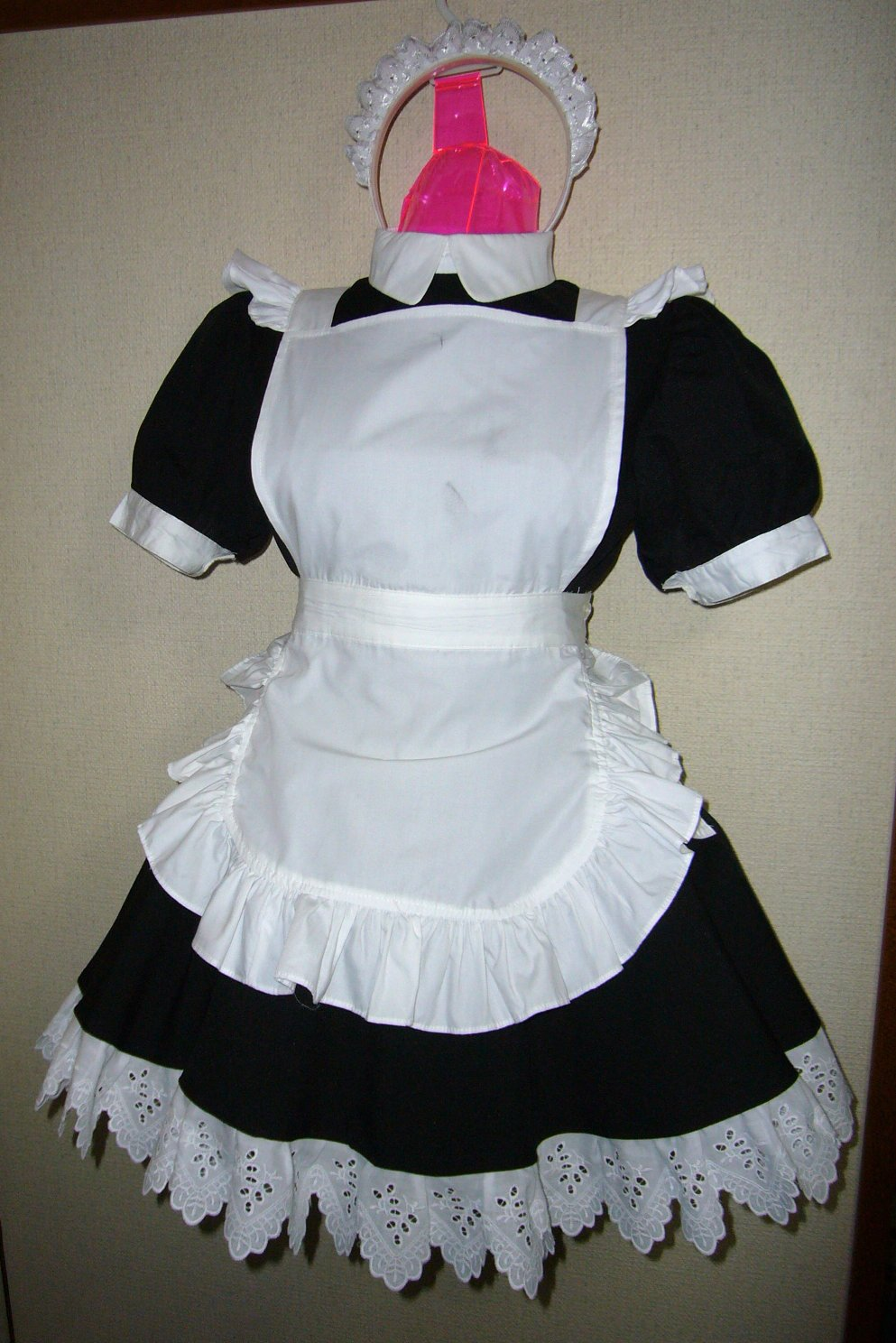
メイド服
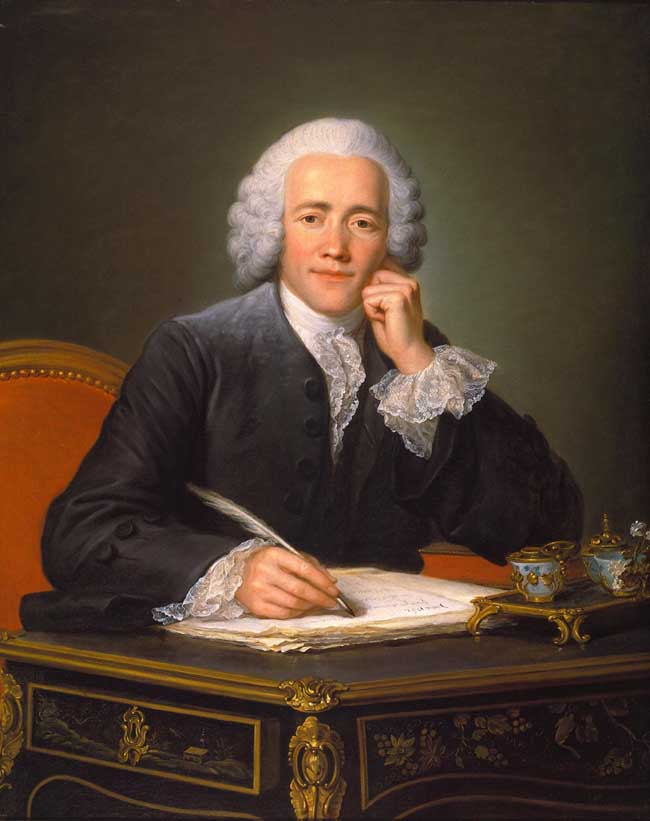
男性のフリル（1792年）